# Song Kam
Song Kam ou Songkam est un village de la commune de Massock-Songloulou; située dans le département de la Sanaga-Maritime et la région du Littoral au Cameroun. Il est situé sur la route de Songmbenguè à Ngambe, à 6 km de Songmbenguè.

## Population
En 1967, Song Kam comptait 153 habitants, principalement Bassa.
Lors du recensement de 2005, 89 personnes y ont été dénombrées.